# Francesca Balzani
Francesca Balzani (Genova, 31 ottobre 1966) è una politica italiana.
È stata assessore comunale al bilancio del Comune di Genova dal 2007 al 2009 ed è stata eurodeputata per il Partito Democratico nel corso della VII legislatura. 
Dal 2015 al 2016 ha ricoperto la carica di vicesindaco di Milano.

## Biografia
Nel 2005 è nominata consigliere di indirizzo alla fondazione della Cassa di Risparmio di Genova e Imperia.
Nel 2007 riceve il primo incarico pubblico, diventando assessore al Bilancio del Comune di Genova, nella giunta di centrosinistra del sindaco Marta Vincenzi.
Il 7 giugno 2009 è eletta al Parlamento europeo come europarlamentare nella circoscrizione Italia nord-occidentale (che comprende le regioni Liguria, Lombardia, Piemonte e Valle d'Aosta) con il Partito Democratico. Ottiene 45 298 voti, di cui 33 309 solo in Liguria, battendo il candidato ufficiale del Pd, il presidente del Parco nazionale delle Cinque Terre, Franco Bonanini, fermo a 43 171 voti (40 150 in Liguria), e risultando la quarta tra gli eletti del Pd nella circoscrizione, nonostante pochissimi mesi di campagna elettorale. Al Parlamento europeo fa parte della commissione per i bilanci, della commissione speciale sulle sfide politiche e risorse di bilancio per l'Europa sostenibile, e della delegazione per i rapporti con i paesi dell'Asia meridionale. È anche membro sostituto della commissione per il commercio internazionale, della commissione per il controllo dei bilanci, della commissione per i trasporti e il turismo e della delegazione per le relazioni con l'India del Parlamento europeo.. Nel 2012, seconda donna nella storia dell'Unione europea, è nominata relatore generale al bilancio dell'Unione Europea per il bilancio europeo 2012.
Il 18 marzo 2013 entra nella giunta del comune di Milano, in qualità di assessore al bilancio, patrimonio e tributi, in seguito al rimpasto nella giunta di centrosinistra guidata dal sindaco Giuliano Pisapia. Balzani sostituisce Bruno Tabacci, dimessosi da assessore per correre come capolista del Centro Democratico alla Camera nelle elezioni legislative di febbraio 2013.
Il 17 luglio 2015, dopo le dimissioni di Ada De Cesaris dalla giunta, Balzani assume anche l'incarico di vicesindaco di Milano.
Il 9 gennaio 2016 annuncia la sua corsa alle primarie del Partito Democratico per la candidatura a sindaco di Milano. Suoi sfidanti sono il commissario unico di Expo 2015 ed amministratore delegato di Expo 2015 SpA Giuseppe Sala, l'assessore comunale alle politiche sociali Pierfrancesco Majorino e il direttore generale dell'UISP Milano Antonio Iannetta.
Il 28 gennaio 2016 riceve l'aperto sostegno del sindaco uscente Giuliano Pisapia, così come quello dei suoi due sfidanti alle Primarie del Partito Democratico nel 2010 Stefano Boeri e Valerio Onida.
Le primarie si tengono il 7 febbraio 2016, con la partecipazione di 60 634 votanti. Balzani arriva seconda con 20 516 voti, pari al 34%, superata da Beppe Sala risultato vincitore con il 42% (25 600 voti), e davanti a Pierfrancesco Majorino (13 916 voti, 23%) e a Antonio Iannetta (443 voti, 1%). Balzani garantisce il suo appoggio a Sala, esprimendo il rammarico per non essere arrivata ad una candidatura unitaria con il collega della giunta Pisapia, Majorino, che le avrebbe garantito una vittoria certa.
Nel giugno 2017 entra nel CdA di Banca Carige in rappresentanza dell'azionista di maggioranza Vittorio Malacalza. Si dimette a luglio 2018 contestando in particolare la probabile cessione della partecipazione Carige in Autofiori.
Dal 20 settembre con il rinnovo del cda ritorna consigliera.

## Carriera accademica
Allieva di Victor Uckmar, giurista di fama internazionale, lavora con lui come avvocato fino al 2007, occupandosi di enti locali e del mondo del no profit.
Ha svolto attività di docenza, anche in corsi post lauream, come il master in diritto tributario all'Università Bocconi di Milano.